# Israel Coll
Israel Coll (Ciudad de Córdoba, provincia de Córdoba, 22 de julio de 1993) es un futbolista argentino que juega como centrocampista en el F. C. Ashdod de la Liga Premier de Israel.

## Trayectoria
Creció en Villa El Libertador, barrio de la Ciudad de Córdoba ubicado en el sector suroeste de la misma. Empezó jugando en Medea, y se probó en (Talleres, pero se negaron a incorporarlo porque "gambeteaba demasiado". Entonces Raúl Villarreal, presidente de Medea, decidió llevarlo a Ferro donde realizó las categorías inferiores.

### Inicios y debut
En el año 2011 se convierte en parte del plantel profesional de Ferro, en la temporada 2011/2012 lo convocan en cuatro ocasiones en las que no ingresa al campo. Recién en la siguiente temporada consigue debutar, el partido se jugó en la cancha de Ferro y el rival fue Douglas Haig, Coll ingresó como titular y recibió una tarjeta amarilla.

## Estadísticas
Actualizado al 7 de julio de 2022

| Ferro Carril Oeste Argentina | 2.ª                 | 2011-12             | 0   | 0  | —  | — | — | — | 0   | 0  |
| Ferro Carril Oeste Argentina | 2.ª                 | 2012-13             | 11  | 1  | —  | — | — | — | 11  | 1  |
| Ferro Carril Oeste Argentina | 2.ª                 | 2013-14             | 39  | 2  | 1  | 1 | — | — | 40  | 3  |
| Ferro Carril Oeste Argentina | 2.ª                 | 2014-15             | 38  | 1  | 2  | 0 | — | — | 40  | 1  |
| Ferro Carril Oeste Argentina | 2.ª                 | 2015                | 21  | 2  | 2  | 1 | — | — | 22  | 3  |
| Ferro Carril Oeste Argentina | Total               | Total               | 109 | 6  | 5  | 2 | 0 | 0 | 114 | 8  |
| Sarmiento de Junín Argentina | 1.ª                 | 2016                | 5   | 0  | 0  | 0 | — | — | 5   | 0  |
| Sarmiento de Junín Argentina | Total               | Total               | 5   | 0  | 0  | 0 | 0 | 0 | 5   | 0  |
| Central Córdoba Argentina | 2.ª                 | 2016-17             | 24  | 0  | 1  | 0 | — | — | 25  | 0  |
| Central Córdoba Argentina | 3.ª                 | 2017-18             | 23  | 0  | 0  | 0 | — | — | 23  | 0  |
| Central Córdoba Argentina | Total               | Total               | 47  | 0  | 1  | 0 | 0 | 0 | 48  | 0  |
| Panachaiki GE · Grecia | 3.ª                 | 2018-19             | 26  | 3  | 4  | 0 | — | — | 30  | 3  |
| Panachaiki GE · Grecia | 2.ª                 | 2019-20             | 10  | 1  | 3  | 0 | — | — | 13  | 1  |
| Panachaiki GE · Grecia | Total               | Total               | 36  | 4  | 7  | 0 | 0 | 0 | 43  | 4  |
| Apollon Smyrnis · Grecia | 2.ª                 | 2019-20             | 11  | 1  | 0  | 0 | — | — | 11  | 1  |
| Apollon Smyrnis · Grecia | 1.ª                 | 2020-21             | 30  | 0  | 0  | 0 | — | — | 30  | 0  |
| Apollon Smyrnis · Grecia | Total               | Total               | 41  | 1  | 0  | 0 | 0 | 0 | 41  | 0  |
| Apollon Limassol FC Chipre | 1.ª                 | 2021-22             | 30  | 0  | 3  | 0 | 2 | 1 | 35  | 1  |
| Apollon Limassol FC Chipre | Total               | Total               | 30  | 0  | 3  | 0 | 2 | 1 | 35  | 1  |
| Total en su carrera | Total en su carrera | Total en su carrera | 268 | 11 | 16 | 2 | 2 | 1 | 286 | 14 |
| (1) La copa nacional se refiere a la Copa Argentina y Supercopa Argentina . (2) La copa internacional se refiere a la Copa Sudamericana, Recopa Sudamericana, Copa Libertadores y Copa Suruga Bank. |                     |                     |     |    |    |   |   |   |     |    |

## Palmarés

### Títulos nacionales
| Título                     | Club             | País   | Año  |
| -------------------------- | ---------------- | ------ | ---- |
| Primera División de Chipre | Apollon Limassol | Chipre | 2022 |
| Supercopa de Chipre        | Apollon Limassol | Chipre | 2022 |

## Vida personal
Coll es cristiano evangélico, siendo muy activo y practicante de su fe.